# Antti Okkonen
Antti Okkonen (* 6. Juni 1982 in Oulu) ist ein finnischer ehemaliger Fußballspieler. Er spielte auf der Position des defensiven Mittelfeldspielers.

## Vereine
Mit 18 Jahren wechselte Antti Okkonen von seinem Heimatverein AC Oulu zum Erstligisten MyPa. In dieser Zeit bestritt er 98 Erstligaspiele und erzielte sechs Tore. Sein Debüt in der Veikkausliiga gab Okkonen ab 3. Mai 2000 gegen Turku PS, im Rückspiel gegen TPS am 22. Oktober 2000 erzielte er sein 1. Tor in der höchsten finnischen Spielklasse.
Zur Saison 2004 wechselte Okkonen dann nach Schweden zu Landskrona BoIS. Nach drei Jahren in Schweden wurde er Anfang 2007 für ein halbes Jahr nach Dänemark an Silkeborg IF verliehen. Im Januar 2008 ging Okkonen nach Belgien zum Erstligisten RAEC Mons. Für die Belgier bestritt er 37 Spiele und erzielte zwei Treffer. Als sein Vertrag nach dem Abstieg des Clubs 2009 nicht verlängert wurde, wechselte Okkonen zurück zu MyPa und unterschrieb einen Vertrag bis zum Ende der Saison. Er spielte ein weiteres Jahr dort, eine Saison für den HJK Helsinki, mit dem er seine einzige finnische Meisterschaft feiern konnte, und sechs Spielzeiten für Rovaniemi bis zum Karriereende.

## Nationalmannschaft
Okkonen bestritt 13 Spiele für Finnland. Sein Debüt gab Okkonen am 26. Januar 2003 im Freundschaftsspiel gegen Barbados, wie er bei allen seinen Einsätzen nur in Freundschaftsspielen zum Einsatz kam.
Für die finnische U-21-Nationalmannschaft lief Okkonen 18 mal auf, für jüngere Jahrgänge spielte Okkonen insgesamt 56 mal.